# Lauben, Unterallgäu
Lauben är en kommun och ort i Landkreis Unterallgäu i Regierungsbezirk Schwaben i förbundslandet Bayern i Tyskland.
Kommunen ingår i kommunalförbundet Erkheim tillsammans med köpingen Erkheim och kommunerna Kammlach och Westerheim.